# Blooming Grove (Wisconsin)
Blooming Grove es un pueblo ubicado en el condado de Dane en el estado estadounidense de Wisconsin. En el Censo de 2010 tenía una población de 1.815 habitantes y una densidad poblacional de 87,12 personas por km².

## Geografía
Blooming Grove se encuentra ubicado en las coordenadas 43°2′2″N 89°18′45″O / 43.03389, -89.31250. Según la Oficina del Censo de los Estados Unidos, Blooming Grove tiene una superficie total de 20.83 km², de la cual 17.11 km² corresponden a tierra firme y (17.88%) 3.72 km² es agua.

## Demografía
Según el censo de 2010, había 1.815 personas residiendo en Blooming Grove. La densidad de población era de 87,12 hab./km². De los 1.815 habitantes, Blooming Grove estaba compuesto por el 86.83% blancos, el 4.96% eran afroamericanos, el 0.72% eran amerindios, el 2.15% eran asiáticos, el 0.06% eran isleños del Pacífico, el 2.31% eran de otras razas y el 2.98% pertenecían a dos o más razas. Del total de la población el 6.39% eran hispanos o latinos de cualquier raza.